# 34317 Fabianmak
34317 Fabianmak este o planetă minoră (asteroid) din centura de asteroizi. A fost descoperită pe 26 august 2000 la Experimental Test Site⁠(d) de Lincoln Near-Earth Asteroid Research. 
Obiectul prezintă o orbită caracterizată de o semiaxă mare de 3,0293656 UAi, o excentricitate de 0,15, o înclinație de 9,18318 ° în raport cu ecliptica.